# Anchnjam Ragtschaagiin

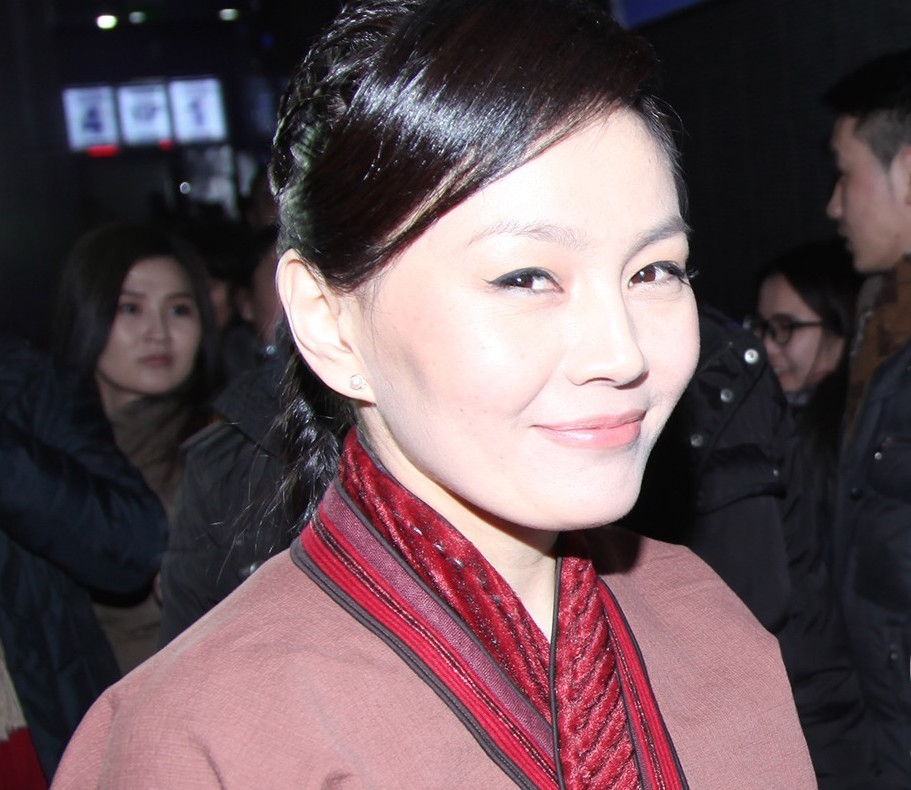
Ankhnyam Ragchaa

Anchnjam Ragtschaagiin, (mongolisch Рагчаагийн Анхням, ᠷᠠᠭᠴᠠ ᠶᠢᠨ ᠠᠩᠬᠠᠨᠢᠮ᠎ᠠ; * 6. April 1981) ist eine mongolische Filmschauspielerin.

## Leben und Karriere
Ragtschaagiin wurde am 6. April 1981 geboren. Ihr Debüt gab sie 1999 in Sovingyn Savdag. 2000 spielte sie in Khund Bitgy Kheleerei mit. Unter anderen bekam sie 2004 eine Rolle in Uuchil. Ihren Durchbruch hatte sie 2015 in dem Film Der letzte Wolf. Außerdem trat sie 2017 in Uulen Kheetei Orchlon auf.

## Filmografie (Auswahl)
- 1999: Sovingyn Savdag (Совингийн Савдаг)
- 2000: Khund Bitgy Kheleerei (Хүнд битгий хэлээрэй)
- 2000: Tanihgui Ohiny Zahidal (Хүнд битгий хэлээрэй)
- 2002: Salkhiny Khaan (Салхины хаан)
- 2004: Uuchil (Уучил)
- 2013: Dagula (Дагула)
- 2015: Der letzte Wolf
- 2016: Chingisyn Khuukhduud (Чингисийн хүүхдүүд)
- 2017: Uulen Kheetei Orchlon (Үүлэн хээтэй орчлон)